# 8-й истребительный авиационный корпус ПВО
8-й истребительный авиационный корпус ПВО (8-й иак ПВО) — соединение авиации ПВО СССР, принимавшее участие в боевых действиях Великой Отечественной войны, выполнявшее задачи противовоздушной обороны Закавказья и Северного Кавказа.

## Наименования корпуса
- 8-й истребительный авиационный корпус ПВО[1];
- 8-й истребительный авиационный Бакинский корпус ПВО[1];
- Бакинский истребительный авиационный корпус ПВО[1];
- 49-й истребительный авиационный корпус ПВО[1].

## История и боевой путь корпуса
Корпус сформирован 7 июля 1941 года на основании приказа НКО № 0041 от 19 июня 1941 года в Закавказской зоне ПВО Закавказского военного округа на основе управлений 27-й истребительной авиационной дивизии и 71-й истребительной авиационной дивизии в составе 9 истребительных авиационных полков ПВО:
- 25-й истребительный авиационный полк ПВО;
- 36-й истребительный авиационный полк ПВО;
- 45-й истребительный авиационный полк ПВО;
- 50-й истребительный авиационный полк ПВО;
- 82-й истребительный авиационный полк ПВО;
- 265-й истребительный авиационный полк ПВО;
- 266-й истребительный авиационный полк ПВО;
- 267-й истребительный авиационный полк ПВО;
- 268-й истребительный авиационный полк ПВО.

Штаб 8-го истребительного авиационного корпуса ПВО дислоцирован в городе Баку. Корпус выполнял задачу по прикрытию объектов города Баку и Каспийского нефтеносного района путем дежурства на аэродромах и вылетами по тревогам 3-го корпуса ПВО.
25 августа 1941 года войска Красной армии перешли границу с Ираном и начали продвижение вглубь страны. В связи с началом Иранской операции части корпуса согласно боевому приказу № 1 ВВС Закавказского фронта от 23.08.1941 г. получили боевую задачу прикрывать объекты города Баку, исключив всякую возможность налета противника на город.
На время проведения операции в Иране 36-й истребительный авиационный полк ПВО и 266-й истребительный авиационный полк ПВО были оперативно переподчинены командующему ВВС 44-й армии. За время боевых действий в Иранской операции с 24 по 30 августа корпус выполнил 1224 боевых вылета с налетом 1144 часа, встреч с воздушным противником не было.
С 25 июля 1942 года по 9 октября 1943 года корпус принимал участие в Битве за Кавказ, выполняя поставленную боевую задачу по прикрытию объектов города Баку и Каспийского нефтеносного района путем дежурства на аэродромах и вылетами по тревогам. 23 ноября и 2 декабря 1943 года корпус выполнял дополнительную боевую задачу по сопровождению в Тегеран и обратно самолёта Верховного Главнокомандующего И.В. Сталина на Тегеранскую конференцию глав правительств государств антигитлеровской коалиции 10 самолётами Киттихаук 481-го и 962-го истребительных авиационных полков ПВО.
По окончании войны корпус стал именоваться Бакинским истребительным авиационным корпусом ПВО. После массового переименования частей и соединений 20 февраля 1949 года на основании Директивы Генерального штаба от 10 января 1949 года корпус преобразован в 49-й истребительный авиационный корпус ПВО.
В 1954 году 49-й истребительный авиационный корпус ПВО был расформирован в составе Бакинского района ПВО, соединения и части были переданы во вновь сформированные корпуса ПВО Бакинского округа ПВО.
В составе действующей армии корпус находился с 23 ноября 1941 года по 30 декабря 1941 года и с 15 мая 1942 года по 30 марта 1943 года.

## Командиры корпуса
| Звание                  | Имя                        | Период                  | Примечание |
| ----------------------- | -------------------------- | ----------------------- | ---------- |
| Подполковник, Полковник | Пунтус Иван Григорьевич    | 06.07.1941 — 29.09.1942 |            |
| Генерал-майор авиации   | Евсевьев Иван Иванович     | 30.09.1942 — 04.08.1944 |            |
| Полковник               | Старостенков Иван Карпович | 05.08.1944 — 22.04.1945 |            |
| Генерал-майор авиации   | Евсевьев Иван Иванович     | 22.04.1945 — 01.03.1947 |            |

## В составе объединений
| Объединение                                | Период                  |
| ------------------------------------------ | ----------------------- |
| Закавказский военный округ                 | 19.06.1941 — 23.08.1941 |
| Закавказский фронт                         | 23.08.1941 — 30.12.1941 |
| Кавказский фронт                           | 31.12.1941 — 28.01.1942 |
| Закавказский военный округ                 | 28.01.1942 — 15.05.1942 |
| Бакинская армия ПВО                        | 15.05.1942 — 01.07.1943 |
| Бакинская армия ПВО Закавказская зона ПВО  | 01.07.1943 — 01.04.1944 |
| Бакинская армия ПВО Закавказский фронт ПВО | 01.04.1944 — 10.06.1945 |
| Бакинская армия ПВО                        | 10.06.1945 — 10.10.1948 |
| Бакинский район ПВО                        | 10.10.1948 — 01.06.1954 |

## Соединения, части и отдельные подразделения корпуса
За весь период своего существования боевой состав претерпевал изменения, в различное время в состав корпуса входили полки:
| Период                        | Части                                     | Примечание                                         |
| ----------------------------- | ----------------------------------------- | -------------------------------------------------- |
| 14.07.1941 г. — 10.10.1941 г. | 25-й истребительный авиационный полк ПВО  | убыл в ВВС 46-й армии                              |
| 16.01.1942 г. — 15.09.1942 г. | 35-й истребительный авиационный полк ПВО  | убыл в 298-ю иад                                   |
| 14.07.1941 г. — 25.08.1941 г. | 45-й истребительный авиационный полк ПВО  | включен в группу авиации в Северном Иране          |
| 22.10.1941 г. — 09.01.1942 г. | 45-й истребительный авиационный полк ПВО  | убыл в 72-ю иад                                    |
| 14.07.1941 г. — 10.01.1942 г. | 50-й истребительный авиационный полк ПВО  | убыл в 135-ю иад                                   |
| 23.11.1941 г. — 28.01.1942 г. | 68-й истребительный авиационный полк ПВО  | Передан в состав Тбилисского бригадного района ПВО |
| 01.07.1941 г. — 10.01.1949 г. | 82-й истребительный авиационный полк ПВО  | передан в состав 42-й ВИА ПВО                      |
| 14.07.1941 г. — 20.08.1941 г. | 265-й истребительный авиационный полк ПВО | Передан в состав ВВС 44 армии                      |
| 08.07.1941 г. — 07.01.1943 г. | 266-й истребительный авиационный полк ПВО | Передан в состав 105-й иад                         |
| 12.08.1941 г. — 13.07.1942 г. | 267-й истребительный авиационный полк ПВО | Передан в состав 5-й ВА, 1-я аэ осталась           |
| 14.07.1941 г. — 13.11.1942 г. | 268-й истребительный авиационный полк ПВО | Передан в состав ВВС Северо-Кавказского фронта     |
| 01.09.1941 г. — 10.01.1949 г. | 480-й истребительный авиационный полк ПВО | расформирован 20.03.1958 г.                        |
| 01.09.1941 г. — 10.01.1949 г. | 481-й истребительный авиационный полк ПВО | переформирован 28.09.1960 г. в 1246-й зрп ПВО      |
| 03.09.1941 г. — 23.11.1941 г. | 482-й истребительный авиационный полк ПВО | Передан в состав ВВС Северо-Кавказского фронта     |
| 05.09.1941 г. — 14.07.1942 г. | 483-й истребительный авиационный полк ПВО | Передан в состав 238-й шад                         |
| 13.06.1942 г. — 02.08.1942 г. | 822-й истребительный авиационный полк ПВО | Передан в состав 105-й иад                         |
| 01.08.1947 г. — 08.10.1948 г. | 907-й истребительный авиационный полк ПВО | Передан в состав 7-й ВА                            |
| 01.06.1943 г. — 01.04.1946 г. | 922-й истребительный авиационный полк ПВО | расформирован                                      |
| 26.07.1942 г. — 01.03.1943 г. | 961-й истребительный авиационный полк ПВО | Передан в состав 105-й иад                         |
| 01.08.1942 г. — 1950 г.       | 962-й истребительный авиационный полк ПВО | Передан в состав 31-й иад                          |